# Stáblista utáni jelenet
A stáblista közbeni vagy utáni jelenet (angolul: post-credits scene, mid-credits scene) egy rövid klip, amely egy film, televíziós sorozat, videójáték stáblistájának egy része vagy egésze legördülte után jelenik meg, legtöbbször a produkciós cég logójának felbukkanása után. Általában azért vannak benne, hogy jutalmazzák a közönséget, amiért végig ülték a stáblistát. A jelenetet legtöbb esetben egy csattanó vagy a történet folytatásának előkészítése érdekében írják. 

## Története
A stáblista utáni jelenetek a zenészeknél ismert ráadásokból eredeztethetőek, amikor a közönség tapsviharának hatására a zenei előadók egy utolsó számot adnak elő. Az operaráadásk a 19. században bevett gyakorlatok voltak, de az 1920-as években esett a népszerűségük, mivel az énekes előadás helyett a drámai történetmesélésre helyezték a hangsúlyt.
Az első film, amelyben a film cselekményén túl, önmagában is értelmezhető jelenetet tartalmazott, az 1903-as A nagy vonatrablás volt. A jelenetben az volt látható, hogy a Justus D. Barnes által megformált bandavezér a közönség felé szegezi, majd többször elsüti a pisztolyát. A korabeli szokások szerint ezt a jelenetet a mozigépész a film elején és végén is befűzhette, hogy egy kis pluszt adjon a közönségnek. Ezt követően egészen a 20. század közepéig nem találunk ilyen megoldást, mivel legtöbb esetben a filmek stáblistája az elejére került (így a film egy nagy hosszúságú stáblistás jelenet volt).
Ugyanakkor már más filmek is alkalmaztak eszközöket a filmek végén. Az 1960-as években a James Bond-filmek végén a következő kiírás szerepelt: „Ez még koránt sem a vége. James Bond hamarosan visszatér”. Az első általánosan bemutatott film, amely stáblista utáni jelenetet tartalmazott, az 1966-os Leépített ügynök című kémfilm volt. A jelenetben a Dean Martin által alakított Matt Helmet félmeztelenül fekszik egy szobában, egy forgó ágyban, 10 lenge ruhás nő társaságában. Megcsókol két hölgyet, majd megdörzsöli az arcát, és felkiált, hogy: "Úristen!" A jelenet során kiírások jelentek meg, amelyeken az szerepelt, hogy: "Hamarosan..." és "Matt Helm találkozik Lovey Kravezittel."
Az 1979-es Muppet-show című film egy keretes szerkezetet alkalmazott, amelyben a szereplők maguk is egy moziban nézik a filmet. A stáblista alatt a karakterek felállnak a helyükről, beszélgetnek egymással, és tréfálkoznak (így arra ösztönzik a valódi közönséget, hogy maradjanak, és nézzék meg, mi történik ezután). A stáblista utáni utolsó pillanatban Gonzo karaktere rákiált a közönségre, hogy "Menj haza!", mielőtt "buh-bye" hangon felsóhajt, majd elájul a kimerültségtől.
Az ilyen jelenetek használata az 1980-as években a vígjátékok végén vált népszerűvé. Az 1980-as Airplane! című film egy elhagyott taxiutas visszahívásával végződött, aki nem volt a filmben főszereplő. A továbbfejlesztett alkalmazása az 1985-ös Az ifjú Sherlock Holmes és a félelem piramisában folytatódott, és 1987-es He-Man - A világ urában Skeletor feje kiemelkedik a vízből a gödör aljáról, és azt mondja: "Visszatérek!" A Muppet-show emellett elkezdte használni az ilyen jeleneteket a negyedik fal áttörése érdekében, még akkor is, ha a film többi része érintetlen volt. A stáblistás jeleneteket gyakran használták önreflexióként, amikor a szereplők tudatában voltak annak, hogy a filmnek végén van, és néha egyenesen azt mondták a közönségnek, hogy hagyják el a színházat. Ezt a technikát alkalmazó filmek közé tartozik a Meglógtam a Ferrarival (amelyben a főszereplő a film során gyakran áttörte a negyedik falat) és a Producerek musical remake-je. Utóbbi filmben a stáblista utáni jelenetben szerepel Mel Brooks is, aki a film forgatókönyvírója volt.
Stáblistás jelenetek a hosszú ideje futó Mystery Science Theater 3000 című televíziós sorozatban is megjelentek, amelyben először az 1990-es Rocket Attack U.S.A. epizódjában alkalmazták, majd ez jellemző maradt a széria végig. Néhány kivételtől eltekintve olyan momentumokat emeltek ki a filmekből, amelyek vagy kifejezetten értelmetlenek voltak, vagy egyszerűen felkeltették az írók figyelmét.

## Néhány filmes példa
Az 1980-as években jelentek meg az önreflexiókat nélkülöző csattanók, habár ezeket elsősorban vígjátékokhoz használták fel. A stáblista utáni jelenetek hasznos helyeivé váltak a humoros jeleneteknek, amelyek már nem férnének bele a film lényegi történésébe. A többségük rövid részlet volt, amelyben a történetek végei lazán összekapcsolódtak. Karakterekre vagy cselekményszálakra utaltak, akiknek történeteit nem részletezték a film további cselekményében vagy amelyeknek nem zárták le a történetét. A Karib-tenger kalózai filmek tartalmaznak ilyen jeleneteket. A Nevetséges Napóleonban egy jelenetet mutatnak, ahol Kip és LaFawnduh összeházasodnak. Az Ágyúgolyó futam végén a filmhez rögzített kivágott jelenetek láthatóak. A film egyik sztárja, Jackie Chan később számos filmjében mutatott be kivágott jeleneteket a stáblisták alatt, amelyekben saját mutatványainak végrehajtása közben sérül meg.
Éppen amikor a stáblistás jeleneteket elkezdték használni a filmekben egy vicces jelenet kifuttatására, ugyanaz a formátum maradt használatban, amely lezárta a hiányos történetszálakat vagy egy lényegtelen karaktert. A komolyabb filmekben a humor használata itt is gyakori volt. Ilyen volt a Daredevil – A fenegyerek, amelyben a végső csatát követően mutatták meg a begipszelt Célpontot. Más filmek elkerülik a poént egy olyan fordulat vagy meglepetés során, amely nem lenne helyénvaló, mint például az X-Men: Az ellenállás vége stáblistás jelenete, amelyben X Professzort életben látjuk, miután a Főnix végzett vele.  Egy másik példa a Harry Potter és a Titkok Kamrája végén látható, ahol Gilderoy Lockhart karaktere bukkan fel az emlékezetkiesését követően. A harmadik példa Az ifjú Sherlock Holmes és a félelem piramisa: az egész stáblista alatt egy szán látható az Alpokban, ami egy fogadóhoz érkezik. A stáblista utáni jelenetben az utas, Rathe professzor (aki ekkor már feltehetően halott), más néven Eh-Tar, Moriarty néven írja alá a vendégkönyvet.
Az előre megtervezett filmes franchise térnyerésével ezeket a jeleneteket arra használják fel, hogy felkészítsék a közönséget a közelgő folytatásokra, és néha odáig mennek, hogy egy cliffhanger befejezést tartalmaznak, ami a fő cselekménytől önálló. A Mátrix – Újratöltve mozis bemutatója során a csattanót a folytatás előkészítésére használták az által, hogy levetítették a Mátrix – Forradalmak előzetesét. 
Egy másik példa az Annabelle 2. – A teremtés című film, amelynek a stáblistás jelenete 1952-ben Romániában játszódik, ahol felbukkan a Démonok között 2.-ből megismert démon apáca, Valak, aki a néző felé siklik, mielőtt elsötétül a képernyő. Ezzel is előrevetítve Az apáca cselekményét.
Egyes filmek, köztük Richard Linklater Rocksulija, a jelenet gondolatát korlátok közé szorítja azáltal, hogy a film fő akciója alatt futtatja a stáblistát. Ebben az esetben a szereplők egy dalt adnak elő a film utolsó perceiben, és a stáblista ez alatt fut, amíg az egyik szereplő el nem énekli a „filmnek vége/de még mindig a képernyőn vagyunk” sort.
A Marvel-moziuniverzum széles körben használta fel a stáblista közepén és utána felbukkanó jeleneteket (gyakran mindkettőt), amelyek jellemzően egy jövőbeli Marvel Studios-film beharangozására szolgálnak. Például a Vasember 2. stáblista utáni jelenetében az S.H.I.E.L.D. ügynöke, Coulson egy nagy kalapácsot talál egy kráter alján az új-mexikói sivatagban, ezzel utalva a következő évi filmre, a Thorra. Az Amerika Kapitány: A tél katonája jelenete bemutatja Pietro és Wanda Maximoff karaktereit, akik a Bosszúállók: Ultron kora című filmben csatlakoznak a csapathoz. Máskor ezek a filmek közepén és utáni jelenetek elsősorban gegként szolgálnak, mint például a Bosszúállók jelenete, amelyben a csapat shawarmát eszik egy elhagyott étteremben, vagy a Pókember: Hazatérés, amelyben Amerika Kapitány türelemre neveli a közönséget.
A Halálos Iramban-franchise is felhasználta a stáblistás jeleneteket, előrevetítve a következő filmek történetbeli következetlenségeit. A 2011-es Halálos iramban: Ötödik sebességben megjelenik Letty Ortiz képe. A 2013-as Halálos iramban 6.-ban Deckard Shaw megöli Han Lue-t, majd a 2021-es Halálos iramban 9. stáblista közepén található jelentben Shaw előtt Han megjelenik, jelezve, hogy életben van.
Számos Pixar-film stáblistája, többek között az Egy bogár élete, a Némó nyomában, a Dínó tesó és a Szenilla nyomában tartalmaz humoros, stáblista közepén található jeleneteket. Az Egy bogár élete többek között parodizálta a filmek végén a bakiparádék tendenciáját, és hamis kivágott jeleneteket tartalmazott, amelyekben a szereplők hibáznak vagy hülyéskednek a film „forgatásán”. A Toy Story 2. és a Szörny Rt. is ezt követte. Más Pixar-filmek, mint például a Verdák, a Toy Story 3. és az Agymanók tartalmaztak egy epilógust, amely a stáblista alatt játszódik.
A stáblista utáni jelenet szokatlan felhasználása a szerződéses kötelezettségek teljesítése. Annak érdekében, hogy biztosítsák a személyiségi jogokat A katasztrófaművészhez, amely Tommy Wiseau életét mutatja be, a film készítői kötelesek voltak a színészt egy cameo erejéig szerepeltetni a filmben. Ezt a jelenetet leforgatták, de a film stáblistája után jelenik meg.